# Chana Porpaoin
Chana Porpaoin est un boxeur thaïlandais né le 25 mars 1966 à Phetchabun.

## Carrière
Passé professionnel en 1988, il devient champion du monde des poids pailles WBA le 10 février 1993 après sa victoire aux points contre Hideyuki Ohashi. Porpaoin défend 8 fois sa ceinture puis est battu par Rosendo Alvarez le 2 décembre 1995. Il redevient champion WBA des poids pailles aux dépens de Keitaro Hoshino le 16 avril 2001 mais perd définitivement son titre le 25 août 2001 contre Yutaka Niida. Il met un terme à sa carrière sportive en 2006 sur un bilan de 53 victoires, 4 défaites et 5 matchs nuls.